# 吴三桂
吳三桂（1612年6月8日—1678年10月2日），字長伯，遼西（今遼寧綏中縣）人，明末清初政治家、軍事家，為明清改朝換代的關鍵人物之一。其祖籍南直隸高郵州（今江蘇省高郵市），為錦州總兵吳襄之子，祖大壽外甥。明崇禎年間以父蔭襲為遼東總兵，鎮守山海關並受封「平西伯」。1644年降清並引清軍入關，被滿清封為「平西王」，更於1662年絞殺南明永曆帝。1673年農曆十一月二十一日据其藩镇舉兵，奉朱三太子反清复明，自封周王、天下都招讨兵马大元帅，次年改元。1678年放弃复明，稱帝立国，是為吳周，農曆八月十七夜病死。其孫吳世璠即位，尊之為周太祖高皇帝。

## 生平

### 早期经历
吴三桂出生于1612年6月8日。吳三桂少年英挺，善騎射，吳偉業說他「白皙通侯最少年」，成名於十八歲，其父吳襄帶領五百名士兵出錦州城巡邏，被皇太極的數萬大軍重重包圍，祖大壽與吳三桂登上城樓觀戰，大壽以城內兵少不肯出兵相救，三桂竟率二十多名家丁將其父吳襄救出重圍。皇太極說：“吾家若得此人，何憂天下？”

### 镇守山海关
崇禎四年（1631年）八月，皇太極發動「大淩河之役」，吳襄在赴援時逃亡，導致全軍覆滅，祖大壽棄城奔錦州，孫承宗罷去，吳襄下獄，乃擢吳三桂為總兵。
史載吳三桂部“膽勇倍奮，士氣益鼓”。三桂治軍嚴謹，精銳騎兵一千人，分二十隊，五十人一隊，每隊設一領騎官，吳三桂在自己的靴筒上放這二十名領騎官姓名，一旦抽中誰，便呼叫某領騎官，該領騎官即統五十人騎隊，跟隨他衝鋒陷陣，可謂“無往不利”，是明末最後一支有戰力的鐵騎部隊。松錦之戰爆發，明軍陷入絕境，吳三桂用蒙古降人之計，決定從大路突圍，直奔杏山城。成為當時少數突圍成功的明軍。皇太極見狀讚嘆：“吳三桂果是漢子！得此人歸降，天下唾手可得矣。”
崇禎十七年（順治元年、1644年）三月初，李自成破大同、真定，“京師為之震動”，初四日，崇禎決定放棄關外，任吳三桂為平西伯，飛檄三桂入衛京師，起用吳襄提督京營。崇禎十七年（1644年），吳三桂奉旨入衛首都北京，三月十六抵山海關，一路上“遷延不急行，簡閱步騎”，三月二十抵達河北豐潤時，李自成领导的大順军已进入北京，崇祯自縊景山（煤山），三桂則引兵退保山海關。

### 引清兵入關

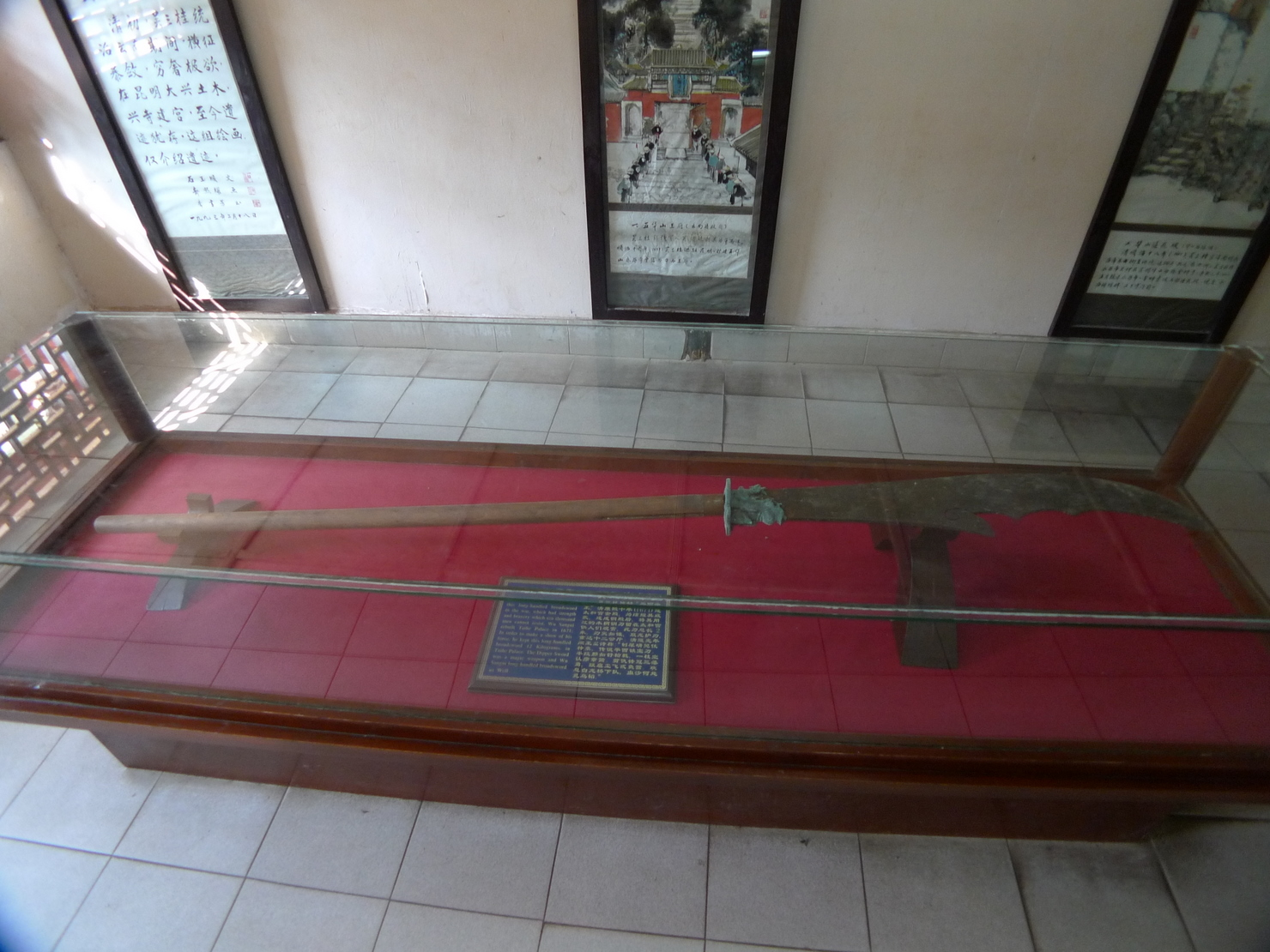
山海关展示的吴三桂大刀

李自成曾多次招降吳三桂，吳三桂再三猶豫，曾一度有投降李自成的念頭。两面受敌的吴三桂，对内不敌李自成，对外难挡多尔衮。陈圆圆和吴家亲人都成了李自成的人质。为保全家人性命，吴答应与李自成议和。为防李自成有诈，又私下以黄河南北分治为条件，向多尔衮求助。多尔衮复信吴三桂，许诺封他为清朝「平西王」，变合作关系为受降关系。

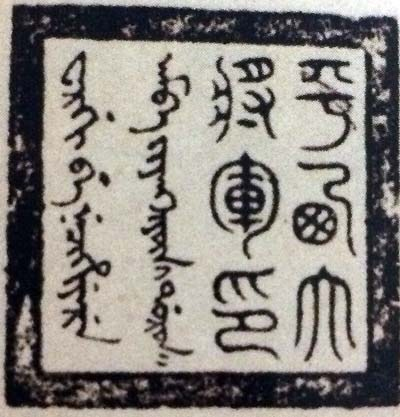
吳三桂獲封的“平西大將軍印”

而在京的李自成，因害怕清兵入關，決定「滅吳保關」，於是發兵二十餘萬，四月十三，由李自成親率大軍，奔赴山海關攻討吳三桂。四月廿二，吳軍初敗，吳三桂求救於多尔衮，多爾衮將計就計，趁吳三桂與李自成談判之機，突然向李自成发动攻击。李自成却以为上了吳三桂的当，他認定吳三桂「引狼入室」，于是殺了吳三桂的全家。吳三桂在「一片石战役」中，聯合清軍擊潰李自成。清軍入關後，攻入北京，多爾衮把年幼的清世祖以及朝廷由東北的盛京遷都至北京，封吳三桂为「平西王」。

### 从西北到西南
顺治二年（1645年）八月，在李自成主力基本被消灭之后，清政府将其从前线调回，出镇锦州。顺治四年（1647年），清政府又调吴三桂入关，与八旗将领李国翰同镇汉中，受到李国翰的监视。其间剿灭李自成、張獻忠及明朝餘部。
顺治六年（1649年）挥军北上，平定随山西姜镶叛乱的，在陕西之叛军。
顺治八年（1651年），吴三桂和李国翰一起率军入川，攻打大西军余部，于川北保宁府击败大西军统帅刘文秀部，平定成都、重庆，之后退守保宁一带。
顺治十五年（1658年），吴三桂以平西大将军职，自重庆入贵州，汇合当时已攻克贵阳的洪承畴，攻打南明最后一个政权桂王永历政权。同年李国翰病死，吴三桂得以依靠降军大力扩张自己的兵力。
顺治十六年（1659年），吴三桂攻下云南，开藩设府，镇守云南，总管军民事务。南明最後一位皇帝永曆帝逃入緬甸。
順治十七年（1660年），清廷以賦稅不足为由，命令吳三桂裁軍，吳三桂將綠營及投誠兵，從六萬人減少至二萬四千人。
順治十八年（1661年），吴三桂出兵缅甸，逼迫缅甸国王莽达交出永历帝朱由榔。五月二十二日，莽达之弟莽白乘机发动政变，杀死其兄后继位。七月十九日，莽白诱骗朱由榔身边大小官员及侍卫、内官等前往者梗的睹波焰塔饮咒水盟誓，却发兵杀尽侍卫、软禁朱由榔，是為咒水之难。十二月初一日，清军迫近缅甸首都阿瓦，莽白将朱由榔献给吴三桂，押回云南昆明。
康熙元年（1662年），吴三桂诏进平西亲王，兼辖贵州。同年四月在昆明以弓弦處絞朱由榔及其子。

### 起兵叛亂

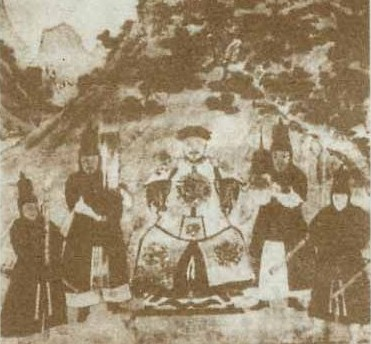
吴三桂画像

康熙十二年（1673年），康熙帝玄烨商議撤藩。吴三桂不安，以反清复明为号召，於同年十一月廿一·丙戌（1673年12月28日）處決云南巡抚朱国治。十一月廿四·己丑（1673年12月31日），从云南出兵。自称周王、天下都招讨兵马大元帅，蓄发，改变衣冠，以次年（1674年）为“周元年”。平南王世子尚之信、靖南王耿精忠、广西将军孙延龄、陕西提督王辅臣、察哈尔亲王布尔尼、郑经等人先後響應，史称三藩之乱。燕京杨起隆自称“朱三太子”，率领八旗旗下家奴四处纵火，借机起事，被都统图海、祖承烈等人迅速围捕。杨起隆突围逃走，其党羽数十人被抓。
吳三桂大軍初時勢如破竹，贵州巡抚曹申吉、提督李本深、云南提督张国柱等人立刻响应，总督甘文焜被叛军所害，吴军兵不血刃取得云贵全境。吴三桂派遣大将王屏藩攻蜀，以马宝为先锋攻占湖南沅州。次年（1674年），张国柱、夏国相、龚应麟等相继攻入湖南各地，清湖南提督桑额败走宜昌、湖南巡抚卢震放弃长沙，巴尔布、硕岱、珠满等人固守荆州，不敢出战，湖南大部份郡縣落入吴军之手。清四川巡抚罗森、提督郑蛟麟、总兵谭洪、吴之茂，广西将军孙延龄、提督马雄，襄阳总兵杨来嘉皆举兵响应。
三月，耿精忠占据福建、囚禁福建总督范承谟，以呼应吴三桂。耿精忠自称“大明总统兵马大将军”，蓄发易服，以都统马九玉为中路攻浙江金华等地、总兵白显忠为西路攻江西饶州等地、曾养性为东路攻打绍兴等地，三路大军北伐，攻陷浙江、江西大部分地区。
清朝接连丢失雲、貴、桂、蜀、湘、闽、秦、隴等八個行省，又丧失浙、赣大部，人心浮动，军无守志。吴三桂亲赴湖南督战，一时声势显赫。然而吴三桂害怕質子吴应熊被清廷正法，下令诸将停止北进，并委託西藏达赖五世到京師与清廷和談。达赖提议清廷割地以息兵端，被康熙帝拒绝。

### 去世
康熙十三年（1674年）春，吴三桂攻陷湖南之後在岳州一帶為清軍所阻，形勢逐漸不利。康熙十四年（1675年）四月十三日，吴三桂的儿孙吴应熊、吴世霖被清廷绞死。康熙十六年（1677年），尚之信、耿精忠、王辅臣先后投降清军，吴三桂失去广东、福建以及陕西外援，又失江西。清军连陷湖南浏阳、平江，招降吴军水师主将林兴珠于湘潭，湖南东北部已在清廷掌控之中。
康熙十七年（1678年）正月，康熙帝諭議政王等曰：「逆賊吳三桂等背恩倡亂荼毒生靈擾亂疆宇，朕念切除兇志安民社仁育義正恩威並行，大將軍等既承簡任當勵忠貞之誼早奏戡定之勲，以副朕愛民至意」。
康熙十七年（1678年）三月，吴三桂为了振奋军心，在湖南衡阳登基称帝，国号为周，建元昭武，立妻子张氏为皇后。同年八月在长沙病逝，享年67岁。郭壮图拥立吴三桂之孙吴世璠继位，追尊吴三桂为太祖高皇帝，吴应熊为孝恭皇帝。康熙二十年（1681年）十月，清廷最终攻陷昆明，其孫吴世璠自杀，历时八年的三藩之乱结束。 
清朝張茂稷《讀史偶感》：“李陵心事久風塵，三十年來詎臥薪？復楚未能先覆楚，帝秦何必又亡秦。丹心早為紅顏改，青史難寬白髮人。永夜角聲應不寐，那堪思子又思親。”

## 家庭

### 妻妾
- 张皇后，遼東人，生歿約為1615—1699。史稱她「自奉儉約，常嘆曰：『昔作嫁衣裳，吾母嘗吝一紅裠，今若此，豈非命耶』！」她是吳應熊的生母，李自成、劉宗敏屠殺吳三桂一家時，張氏和兒子吳應熊跟隨吳三桂在山海關，沒有遇害。三藩之亂後，1678年，吳三桂稱帝，封張氏為皇后。有考證，張氏最後葬於貴州省馬家寨。墓碑題：「受皇恩御養一次八十五歲吳公張君後墓，雍正元年歲次癸卯季春二十七藏立」。
- 陈圆圆，原姑蘇名妓，生歿約為1624年—1681年。有考證，最後葬於貴州省馬家寨。墓碑題：“故先妣吴门聂氏之墓位席”，年代标明为“皇清雍正六年岁次戊申仲冬月吉日”，并书明立碑者众人。
- 八面观音，城破为蔡毓荣所得[17]。
- 四面观音，归征南将军穆占。
- 其他妾室多人，失考。

### 兄弟
- 兄吴三凤，曾为祖大寿部将，后留守吴氏在辽西中后所的祖坟音讯皆无。
- 弟吴三辅，曾为祖大寿部将，后在京师被李自成所杀。
- 从弟吴三枚，在昆明城广招门徒，很有势力。

### 子女
- 吴应熊，崇禎十七年（1644年），明平西伯吳三桂引清兵入關，大破李自成大順軍。清世祖順治十年（1653年），由昭聖皇太后主婚，與建寧公主成婚。由於多爾袞自攝政以來對吳三桂乃用其所長，但始終存有戒心；因此透過政治婚姻使平西王吳三桂的世子吳應熊以額駙的身分留居京師，實際為朝廷的人質。順治十年（1654年）授三等子爵，順治十四年加少保兼太子太保。清聖祖康熙七年（1668年）晉少傅兼太子太傅。康熙十二年（1673年）十二月，三藩之變，吳三桂起兵反清的消息傳至北京，被捕入獄；納蘭明珠建議，將吳應熊及其子吳世霖處死。康熙十三年（1674年）四月十三日，吳應熊及吳世霖被絞死，其餘幼子俱免死入官（《清史列傳·吳三桂傳》），但於康熙二十年（1681年）雲南平定後仍被一併處死。吳應熊被絞死後，康熙皇帝經常下詔慰藉建寧公主，吳應熊「為叛寇所累」。康熙十七年（1678年）吳應熊之子吳世璠繼位為吳周皇帝，追諡吳應熊為孝恭皇帝。
- 侄子吴应期，又名吴应麒，吴三桂待之如子。1680年在云南试图发动政变取代吴世璠，被识破后缢杀。
- 另有幼子数人，失考。
- 女六人，分别嫁胡国柱、夏国相、郭壮图、卫朴、王永宁，一人失考[18]。据李朝实录，吴三桂有一女嫁苏克萨哈之子。

### 孙子
- 吴世霖，1675年与吴应熊一起被处死。
- 吳世璠，1678年成为大周皇帝，1681年兵败自杀。
- 孙女，吴应熊之女，奉国将军噶尔图嫡妻。
- 孙女，吴应熊之女，和硕恭亲王常颖之妾，生常颖第六子文殊保。
- 侄孙吴世琮，1677年诱杀广西将军孙延龄，1679年败亡。
- 有孙女被蔡毓荣隐藏为妾。

## 評價
清初许多汉族知识分子因为厌恶满清政权的异族统治，痛恨作為漢人的吴三桂与满清勾結，导致大顺政权及南明政权等汉人政权的覆亡，加上曾殺死永曆帝等明朝皇族和大臣等，斥责他为「汉奸」。吴三桂也成了“汉奸”的代名词。

### 《圓圓曲》
吳三桂降清後，汉族文人對之諷刺中最著名的莫過於吳偉業（號梅村）所寫的《圓圓曲》。
由於世人將吳三桂變節歸咎於其愛妾陳圓圓被擄，令吳三桂為奪回陳氏而与满人勾结，詩人吳梅村以西施諷今，譜下七言長詩《圓圓曲》，指出陳圓圓無一絲損害國家之舉，責任應在吳三桂，抨擊了他“冲冠一怒为红颜”的舉動。
雖然晚清名家王國維比較〈圓圓曲〉與唐代詩人白居易之長恨歌時認為前者不若白氏之平白，境界遜後者一籌。然無可否認，吳偉業能將西施与陳圓圓之際遇融合得絲絲入扣。但最令吳三桂介懷的卻是詩中中段幾句與西施無關，矛頭直指吳三桂的詩句：

嘗聞傾國與傾城，翻使周郎受重名。

妻子豈應關大計？英雄無奈是多情。

全家白骨成灰土，一代紅妝照汗青！
據說吳三桂曾出重金希望吳梅村刪改上述幾句，然為吳梅村所拒絕。

## 影视形象
| 演員   | 作品                                        |
| 楊澤霖 | 《武俠帝女花》（1981年）                    |
| 劉丹   | 《鹿鼎記》（1984年） 《雪山飛狐》（1985年） |
| 黃永光 | 《鹿鼎記》（1984年）                        |
| 楊懷民 | 《秋霜燕子飛》（1984年）                    |
| 熊德誠 | 《滿清十三皇朝》（1987年）                  |
| 湯鎮業 | 《陈圆圆》（1988年）                        |
| 巫刚   | 《秦淮八艳》（1991年）                      |
| 秦沛   | 《鹿鼎記2神龍教》（1992年）                 |
| 高雄   | 《白髮魔女傳》（1993年）                    |
| 王偉   | 《鹿鼎記》（1998年）                        |
| 羅樂林 | 《雪山飛狐》（1999年）                      |
| 張振寰 | 《小寶與康熙》（2000年）                    |
| 曹永祥 | 《康熙王朝》（2001年）                      |
| 吕晓禾 | 《边关丽人陈圆圆》（2001年）                |
| 魏駿傑 | 《帝女花》（2003年）                        |
| 安亚平 | 《长河东流》（2004年）                      |
| 白永成 | 《明末风云》（2004年）                      |
| 丁海峰 | 《江山風雨情》（2005年）                    |
| 虞军   | 《明末风云2》（2005年）                     |
| 涂們   | 《鹿鼎記》（2008年）                        |
| 王輝   | 《南嶽奇人王船山》（2010年）                |
| 王槊   | 《公元1644》（紀錄片）（2012年）            |
| 王繪春 | 《深宮諜影》（2012年）                      |
| 冯进高 | 《鹿鼎記》（2014年）                        |
| 陈之辉 | 《多情江山》（2015年）                      |
| 劉立偉 | 《龍珠傳奇》（2016年）                      |
| 于榮光 | 《鹿鼎記》（2020年）                        |

## 延伸阅读
[在维基数据编辑]
 《清史稿·卷474》，出自趙爾巽《清史稿》
 在维基共享资源阅览影像
| 前任： - | 吴周皇帝 1678年 | 繼任： 吳世璠 |